# Łosośna (stacja kolejowa)
Łosośna (biał. Ласосна, ros. Лососно) – stacja kolejowa w miejscowości Grodno, w obwodzie grodzieńskim, na Białorusi.
Przystanek kolejowy powstał na terenach w pobliżu dawnego majątku Łosośna (jednego z kilku o tej nazwie po obu stronach rzeki Łosośny (Łososianki), gdzie część swoich manufaktur ulokował Antoni Tyzenhauz. Po III rozbiorze tereny na prawym brzegu rzeki znalazły się w granicach zaboru rosyjskiego.
Przed II wojną światową przystanek kolejowy Łosośna (między Kiełbasinem a Augustówkiem, na południowy wschód od wsi Łosośna w gminie Łabno)oraz osada kolejowa Łosośna i osady młyńskie Łosośna I-III znajdowały się w gminie Hornica, w powiecie grodzieńskim.
W okresie okupacji niemieckiej w pobliżu stacji funkcjonował stalag 324 w Łosośnie oraz obóz w Kiełbasinie.